# Craneopsis olivacea
Craneopsis olivacea is een rechtvleugelig insect uit de familie veldsprinkhanen (Acrididae). De wetenschappelijke naam van deze soort is voor het eerst geldig gepubliceerd in 1941 door Ramme.